# Rivodutri

Rivodutri elhelyezkedése Rieti megyében

Rivodutri egy olaszországi község (comune) Rieti megyében, Lazio régióban. 2010-ben a lakónépessége 1312 fő.
Rivodutri község patrónusa Mihály arkangyal.

## Földrajza
Rómától 70 kilométerre északkeletre és Rietitől 13 kilométerre északra fekszik.
Rivodutri szomszédos települései: Colli sul Velino, Leonessa, Morro Reatino, Poggio Bustone, Polino, Rieti.

## Testvértelepülések
- Seregélyes,[2]  Magyarország
- Candelario,[2]  Spanyolország

## Fordítás
- Ez a szócikk részben vagy egészben  a   Rivodutri című olasz Wikipédia-szócikk ezen változatának fordításán alapul.  Az eredeti cikk szerkesztőit annak laptörténete sorolja fel. Ez a jelzés csupán a megfogalmazás eredetét és a szerzői jogokat jelzi, nem szolgál a cikkben szereplő információk forrásmegjelöléseként.